# Saint Thomas
Saint Thomas (dänisch Sankt Thomas) ist eine Insel der Amerikanischen Jungferninseln in der Karibik, die zu den nicht inkorporierten Außengebieten der Vereinigten Staaten zählt. Auf der Insel befindet sich auch die Hauptstadt des Gebietes, Charlotte Amalie. Von 1672 bis 1917 war Saint Thomas die wichtigste der drei Inselkolonien im ehemaligen Dänisch-Westindien, zu denen noch Saint Croix und Saint John gehören.

## Geschichte

### Entdeckung und Kolonisierung
1493 entdeckte Christoph Kolumbus auf seiner zweiten Reise in die Neue Welt die Insel für Europa. In der Folgezeit wurde die indigene Bevölkerung von den Europäern ausgerottet. Die Insel blieb jedoch jahrhundertelang unkolonisiert, bis die Dänen die Insel im Jahre 1666 besetzten. Zunächst waren es nur einige wenige Dänen, die die Dansk Vestindiske Kompagni 1670 als Handelskompanie entsandte, bevor beschlossen wurde, dass die Insel zu Dänemark gehören sollte.
Ab 1672 wuchs die Einwohnerzahl und besonders die Stadt Christiansfort entwickelte sich schnell. 1691 wurde sie nach der dänischen Königin, der Frau Christians V., Charlotte Amalie benannt. Auf der Insel wurden Zuckerrohr-Plantagen errichtet. Schon 1688 befanden sich 47 Plantagen auf Saint Thomas. Die Plantagen erforderten eine steigende Anzahl an Arbeitskräften, die man als Sklaven aus Afrika verschleppte. Schon 1690 waren zehnmal so viele Afrikaner wie Europäer auf der Insel. Den folgenden Aufschwung verdankte die Insel dem Handel mit Rum und dem Sklavenhandel.
Von 1685 bis 1693 befand sich auf der Insel die von Dänemark gepachtete kurbrandenburgische Kolonie St. Thomas. Saint Thomas zog viele Piraten an, die in den vielen Buchten Unterschlupf fanden und von dort aus Schiffe in der Karibik plünderten. Die bekanntesten Seeräuber, die Saint Thomas besuchten, waren Blackbeard und Bluebeard. Noch 1822 beklagte sich die spanische Regierung darüber, dass Seeräuber ihren Aufenthalt auf Saint Thomas hatten, wurde aber vom dänisch-westindischen Gouverneur abgewiesen. Erst 1829 endete dort die Zeit der Piraten.

### Handel und Blütezeit

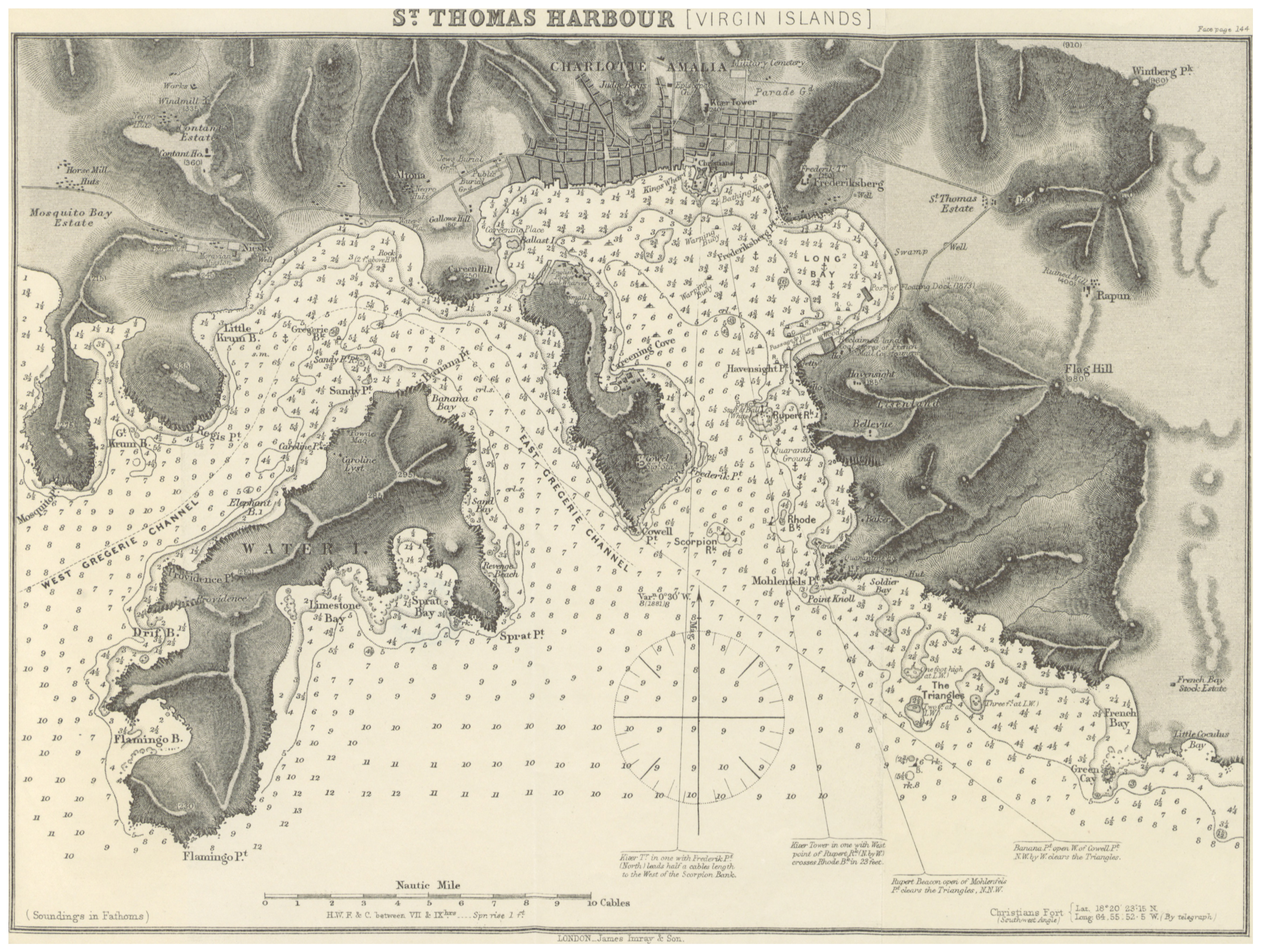
Seekarte des Hafens von Saint Thomas (1884)

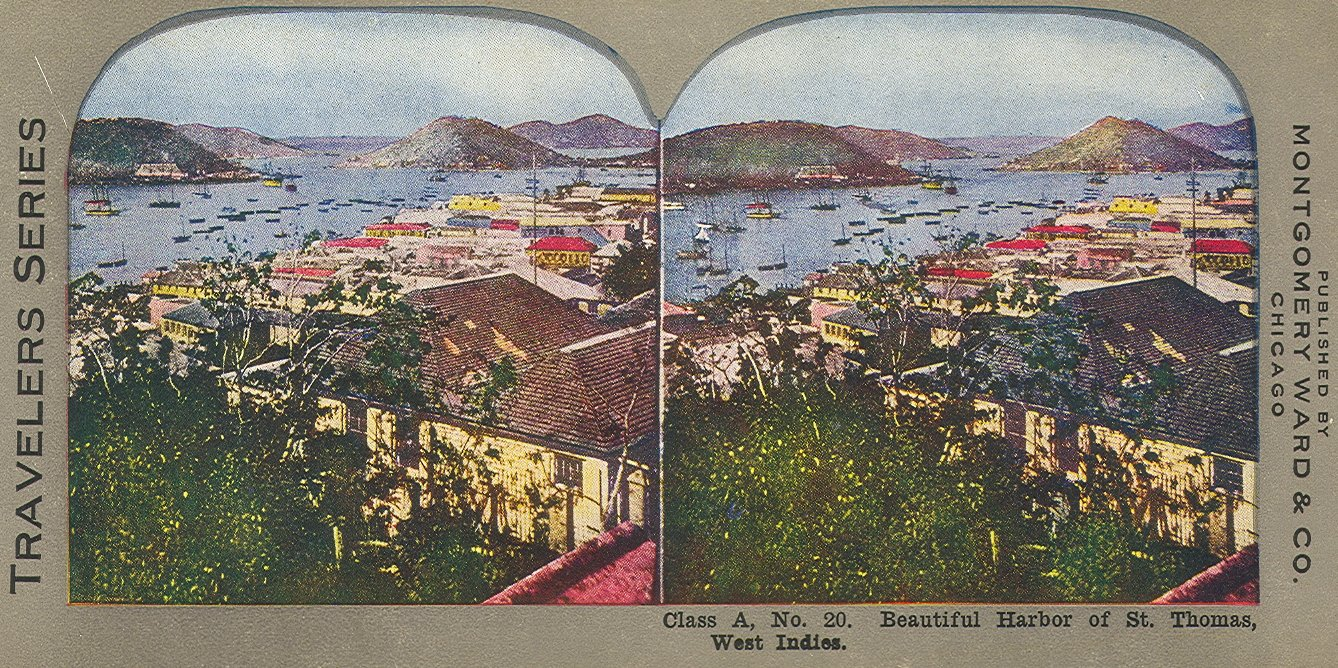
Der Hafen von St. Thomas um 1900

Die Dänen unterhielten Zuckerrohrplantagen und führten Zucker, Tabak und Rum aus. Der Dreieckshandel der Kolonie war für 200 Jahre ein wichtiger Bestandteil der dänischen Wirtschaft. Die „Dansk Vestindisk Kompagni“ erhielt das Recht, alles aufzukaufen, was produziert wurde. Als Monopolist war sie verantwortlich für den Handel mit Dänemark. Vor allem entwickelte sich Kopenhagen als Zielhafen der Segelschiffe aus Westindien. Aber auch die damals zum dänischen Gesamtstaat gehörende Hafenstadt Flensburg konnte von dem Boom profitieren.
Nachdem 1755 der dänische Staat Dänisch-Westindien erworben hatte, hatten alle dänischen Schiffe Zugang zu den Inseln. Für Dänemark wurde die Zuckersteuer zu einer festen Einnahmequelle. 1790 betrug die Zolleinnahme 6000 Reichstaler, 40 Jahre später waren es über 10 Millionen Reichstaler. Gleichzeitig stieg der dänische Handel mit den Inseln stark: während um 1760 nur drei bis vier Schiffe jährlich die Inseln ansteuerten, waren es ein Jahrzehnt später schon 35 jährlich. Als die südamerikanischen Staaten 1804 den Krieg um ihre Unabhängigkeit begannen, kam es zu einer Blütezeit auf Saint Thomas, weil der dänische König Charlotte Amalie zum Freihafen erklärte. Während der Kriege gegen Spanien wurde der Handel für beide Seiten im neutralen Charlotte Amalie abgewickelt. Allein im Jahr 1804 kamen mehr als 1300 Schiffe in den Hafen und 1820 über 2300.
1839 wurde Saint Thomas Stützpunkt der britischen Royal-Mail-Steam-Packet-Gesellschaft. Nachdem die Gesellschaft die Insel verlassen hatte, kam die Hamburg-Amerika-Linie nach Saint Thomas. Erst nach 1840 verließen viele die Insel. Am 3. Juli 1848 verkündete der dänische Gouverneur von Stolten die Aufhebung der Sklaverei. Er kam damit einer drohenden Rebellion der in großer Überzahl auf den drei Inseln lebenden Sklaven zuvor. Die Bevölkerung setzte sich aus drei Gruppen zusammen. Die Bevölkerungsmehrheit stellten die aus Afrika verschleppten Sklaven; von ihnen stammen auch die als Kreolen bezeichneten Mischlinge ab. Diese besaßen einige Sonderrechte. Zur Gruppe der Europäer zählten neben den Kolonialbeamten und Soldaten aus dem dänischen Mutterland noch englischstämmige Plantagenbesitzer und Pflanzer.

### Verkauf an die Vereinigten Staaten
1917 kauften die USA die Insel zusammen mit Saint John und Saint Croix für 25 Millionen US-Dollar von Dänemark, da man befürchtete, deutsche U-Boote könnten sich dort verstecken und Angriffe gegen US-Schiffe führen. Außerdem hatte es einen langen wirtschaftlichen Niedergang gegeben. Die USA verfolgten mit dem Kauf ein strategisches Ziel. Sie wollten die Kontrolle über die Karibik und über den Panamakanal gewinnen.
Saint Thomas diente während des Zweiten Weltkriegs als Militärbasis. Seit 1954 ist der offizielle Status der drei Inseln festgeschrieben und ein lokaler Senat wurde eingerichtet, der von den Republikanern und Demokraten dominiert wird. 1970 erhielten die Amerikanischen Jungferninseln innere Autonomie.

### Gegenwart
Heute ist der Tourismus der wichtigste Wirtschaftsfaktor. Dieser wird begünstigt durch relativ günstige Flugpreise und eine gute Anbindung des Cyril E. King-Flughafens an das inneramerikanische Flugnetz. Innerhalb der USA herrscht nur hier auf den Jungferninseln Linksverkehr. Die Fahrzeuge haben allerdings alle einen Linkslenker. Das Straßennetz ist gut ausgebaut. In den letzten Jahrzehnten hatte Saint Thomas mehrere Naturkatastrophen zu verkraften. Der Hurrikan Hugo wütete 1989 und die Hurrikane Luis und Marilyn 1995.

## Klima
Es herrscht ein tropisches, mäßig feuchtes Klima. Durch die ständig wehenden Passatwinde herrschen das ganze Jahr hindurch mäßige Temperaturen zwischen 25 und 33 °C.

## Persönlichkeiten der Insel
- Anne Abernathy (* 1953), Rennrodlerin
- Ian Barrows (* 1995), US-amerikanischer Segler
- Ron Blake (* 1965), US-amerikanischer Jazzmusiker
- Edward Wilmot Blyden (1832–1912), Mitbegründer des Panafrikanismus, Politiker und Hochschullehrer in Liberia und Sierra Leone, Aktivist der American Colonization Society (ACS).
- Flavio Briatore (* 1950), Sport- und Industriemanager, baute von Saint Thomas aus die Benetton-Ladenkette in den USA mit auf und besaß hier auch einen Nachtclub
- Albert Bryan (* 1968), Politiker und Gouverneur
- Neal Creque (1940–2000), Jazzmusiker
- Henri Étienne Sainte-Claire Deville (1818–1881), Chemiker
- Doug E. Fresh (* 1966), Hip-Hop-Musiker
- Kelsey Grammer (* 1955), Schauspieler und Regisseur
- Emile Griffith (1938–2013), Profiboxer und Weltmeister
- Tahesia Harrigan (* 1982), Sprinterin von den Britischen Jungferninseln
- Tabarie Joil Henry (* 1987), Leichtathlet
- Peter Holmberg (* 1960), Segler
- Daryl Homer (* 1990), Fechter
- Julian Jackson (* 1960), Profi-Boxer
- Dion Parson (* 1967), Jazzmusiker
- Camille Pissarro (1830–1903), französischer Impressionist
- Frederik Riise (1863–1933), Fotograf
- Reuben Rogers (* 1974), Jazzmusiker
- Roy Lester Schneider (1939–2022), Politiker und Gouverneur
- Gustav Adolf Schön (1834–1889), deutscher Unternehmer und Politiker
- Morris Simmonds (1855–1925), deutscher Pathologe in Hamburg
- Jean Toussaint (* 1960), Jazzmusiker
- Denmark Vesey (1767?–1822), Anführer eines Sklavenaufstandes in Charleston, South Carolina, USA
- Nikolaus Ludwig Graf von Zinzendorf (1700–1760), Gründer der Herrnhuter Brüdergemeine